# Zaruma regilla
Zaruma regilla är en insektsart som beskrevs av Young 1977. Zaruma regilla ingår i släktet Zaruma och familjen dvärgstritar. Inga underarter finns listade i Catalogue of Life.